# Kyffhäuserlinse
Die Kyffhäuserlinse ist eine traditionelle regionale Sorte der Speiselinse (Lens culinaris Medik.), die ursprünglich aus der Kyffhäuserregion in Mitteldeutschland stammt. Diese Kulturpflanze hat eine lange Geschichte in der Region und wurde in der Vergangenheit intensiv angebaut, bevor sie im 20. Jahrhundert nahezu in Vergessenheit geriet.

## Geschichte
Der Linsenanbau im Kyffhäusergebiet lässt sich bis in die Jungsteinzeit zurückverfolgen. Archäologische Funde belegen, dass die Linse im mitteldeutschen Raum eine bedeutende Rolle in der Ernährung spielte. In der Neuzeit, insbesondere ab dem 18. Jahrhundert, wurde die Linse regelmäßig auf den kargen Karstböden des Kyffhäusergebirges angebaut, da sie aufgrund ihrer Symbiose mit Knöllchenbakterien Stickstoff aus der Luft fixieren und so auch auf nährstoffarmen Böden gedeihen konnte.
Ein Meilenstein in der Geschichte der Kyffhäuserlinse war 1919 die Züchtung durch den Pächter in Tilleda, Otto Creutzmann (1892–1943 gef.), der nach dem Ersten Weltkrieg, hier war er ein Flieger-Ass, begann eine lokale Linsensorte zu züchten. 1926 erhielt seine Züchtung, bekannt als 'Creutzmanns Kyffhäuserlinse' (LENS 98), als erste und einzige Linsensorte in Deutschland eine offizielle Zulassung.

## Niedergang und Wiederentdeckung
Mit der Industrialisierung und der Verbreitung maschineller Landtechnik ging der Anbau der Linse im Kyffhäusergebiet stark zurück. Nach dem Tod von Otto Creutzmann 1943 und den Wirren des Zweiten Weltkriegs geriet die Kyffhäuserlinse nahezu in Vergessenheit. In den 1950er-Jahren wurde der Linsenanbau in der Region schließlich vollständig aufgegeben.
Erst Ende der 1980er-Jahre gab es erste Versuche, die Kyffhäuserlinse wieder anzubauen. Die Alb-Leisa galten hierbei als Vorbild. Die Linse wurde in der Genbank in Gatersleben (heute Leibniz-Institut für Pflanzengenetik und Kulturpflanzenforschung) erhalten und in den 2010er-Jahren durch die Initiative des Naturparks Kyffhäuser in Thüringen wieder kultiviert.

## Anbau und ökologische Bedeutung
Seit 2017 wird die Kyffhäuserlinse wieder vermehrt angebaut, hauptsächlich auf den kargen Böden an den Hängen des Kyffhäusergebirges. Der Anbau der Linse fördert nicht nur die regionale Landwirtschaft, sondern auch die Biodiversität, da die relativ lichten Linsenfelder ideale Bedingungen für Ackerwildkräuter und Insekten bieten.
Der Linsenanbau gewinnt aufgrund der regionalen Bedeutung und Anpassung an die klimatischen Bedingungen wieder zunehmend an Popularität.

## Sorten und Akzessionen
In der Genbank Gatersleben wurden vier Akzessionen der Kyffhäuserlinse erhalten: LENS 93, LENS 94, LENS 98 (Creutzmanns Kyffhäuserlinse) und LENS 579. Während LENS 98 als die eigentliche „Kyffhäuserlinse“ gilt, sind auch LENS 93 und LENS 94 als regionale Landsorten von Bedeutung. Diese Sorten zeichnen sich durch ihre Anpassung an die lokalen Bedingungen und ihre genetische Vielfalt aus.